# Birstall (Leicestershire)
Birstall is een civil parish in het bestuurlijke gebied Charnwood, in het Engelse graafschap Leicestershire met 12.216 inwoners.